# Cixius parumpunctata
Cixius parumpunctata är en insektsart som beskrevs av Victor Antoine Signoret 1884. Cixius parumpunctata ingår i släktet Cixius och familjen kilstritar.
Artens utbredningsområde är Turkmenistan. Inga underarter finns listade i Catalogue of Life.